# Langasandur
Langasandur (znamenající doslovně Dlouhá pláž; dánsky Langesand) je vesnice se 45 obyvateli na Faerských ostrovech. Leží na ostrově Streymoy. Administrativně spadá pod obec Sunda. Asi kilometr jižně od vesnice byla velrybářská stanice.